# Веремьев
Веремьев — деревня в Шумячском районе Смоленской области России. Входит в состав Снегирёвского сельского поселения. По состоянию на 2007 год постоянного населения не имеет.
Расположена в юго-западной части области в 19 км к северо-западу от Шумячей, в 28 км севернее автодороги А101 Москва — Варшава («Старая Польская» или «Варшавка»). В 28 км юго-восточнее деревни расположена железнодорожная станция Понятовка на линии Рославль — Кричев. Примерно в 23 км западнее деревни проходит граница России с Республикой Беларусь.

## История
В годы Великой Отечественной войны деревня была оккупирована гитлеровскими войсками в августе 1941 года, освобождена в сентябре 1943 года.